# Валуева, Дарья Александровна
Дарья Александровна Валуева (урождённая Кошелева; 23 декабря 1752 — 21 февраля 1836) — жена Петра Степановича Валуева, хозяйка подмосковного села Тимонино, кавалерственная дама ордена Святой Екатерины (5 апреля 1797).

## Биография
Дочь статского советника Александра Родионовича Кошелева от брака с Анастасией Егоровной Еремеевой. Род Кошелевых был возвышен благодаря женитьбе деда Дарьи, Родиона Михайловича, на Маргарите Ивановне Глюк, дочери воспитателя Екатерины I пастора Иоганна-Эрнста Глюка. Отец её, Александр Родионович (1718—1774), был крестником князя А. Д. Меншикова и царевны Анны Петровны. Её брат, член Государственного Совета и масон Родион Александрович (1749—1827), был близок к императору Александру и князю А. Н. Голицыну на почве увлечения мистицизмом.
Дарья Александровна в 1772 году вышла замуж за камер-юнкера Петра Степановича Валуева (1745—1814) из древнего, но небогатого дворянского рода, сына картографа и инженера генерал-майора С. М. Валуева. Благодаря родственникам жены, Валуев сделал карьеру при дворе: позднее он был назначен сенатором (1796), начальником Московского дворцового управления и Кремлёвской экспедиции. По случаю коронации императора Павла I Дарья Александровна была пожалована орденом Святой Екатерины малого креста.

Во время наступления французов на Москву в 1812 году Дарья Александровна отправила дочерей вместе с семейством своей сестры, Маргариты Александровны Волковой, в Тамбов; а сама с мужем уехала во Владимир. Сыновья их находились в действующей армии. Один из них, Пётр, был убит при Бородино. Мария Апполоновна Волкова писала: 
С 30-го октября тётка моя в Москве. Лишь по прибытии её в разорённый город объявили ей о смерти сына, и впечатление, произведённое этим известием было тем ужаснее, что она окружена была развалинами; письмо её полно отчаяния. От дома её остались лишь стены; службы все сгорели, и ей пришлось остановиться в Запасном дворце у Красных Ворот: это единственное казённое здание, оставшееся неповреждённым. Поэтому все городские власти, как высшие, так и низшие, поместились в этом дворце; всех их там человек до 500.

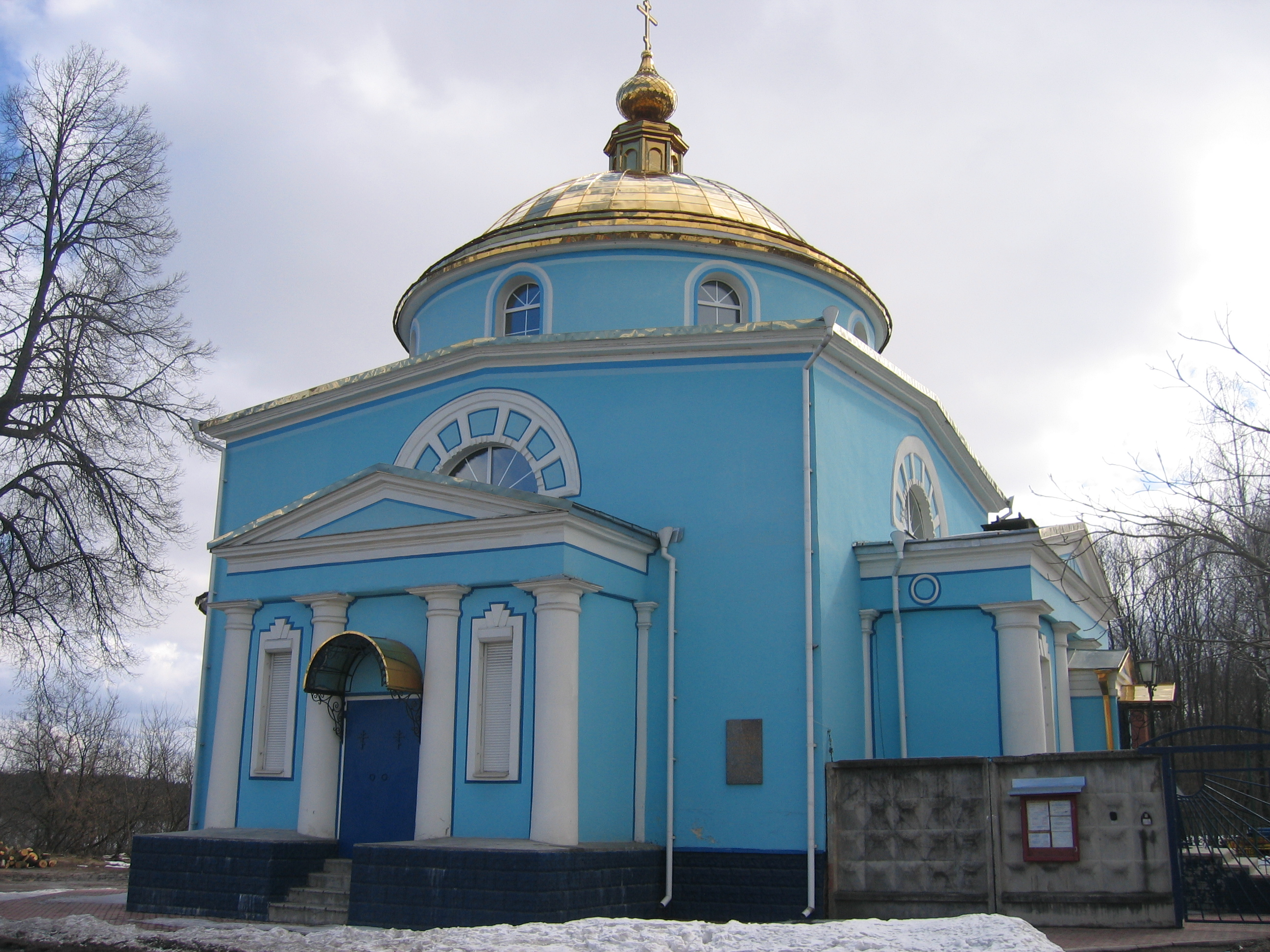
Церковь «Всех Скорбящих Радость»

В октябре 1812 года Валуевы вернулись в разоренную французами Москву. Через четыре года после смерти супруга, случившейся в 1814 году, Дарья Александровна приобрела часть усадьбы Никольское-Тимонино. В следующем 1819 году она обратилась за разрешением на месте деревянной выстроить каменную церковь во имя иконы Божией Матери «Всех Скорбящих Радость» в память о войне 1812 года. Церковь была выстроена в стиле ампир с белокаменными декоративными деталями. Одновременно была построена отдельно стоящая колокольня, но внутренняя отделка храма несколько затянулась: церковь была освящена только в 1824 году. Также по распоряжению владелицы в усадьбе был создан пейзажный парк с прудом и построен усадебный комплекс. Летом имение посещали внуки Дарьи Александровны, в воспитании которых она принимала участие и которым позднее завещала усадьбу.
Дарья Александровна скончалась 21 февраля 1836 года и похоронена рядом с мужем в Новодевичьем монастыре.

## Дети
В браке родилось 10 детей (4 сына и 6 дочерей):
- Екатерина (1774—1848), фрейлина, впоследствии камер-фрейлина.
- Прасковья (1777—1857), с 1819 года замужем за Николаем Ивановичем Аксаковым (1782—1848).
- Анастасия (07.03.1778[8]— ?), фрейлина.
- Анна
- Софья[K 2]
- Александр (20.10.1784[9]—1822), крещен 25 октября 1784 года в Симеоновской церкви при восприемстве А. И. Мусина-Пушкина. Камергер, был женат на Елизавете Фёдоровне фон дер Бринкен (1793—1872), их сын Пётр Александрович Валуев, стал председателем Совета Министров и получил титул графа.
- Мария (15.01.1786[10]—31.07.1791[11]), крещена в Никольском морском соборе, крестница своей сестры Анны, умерла от чахотки.
- Пётр (1786—1812), кавалергард, погиб под Бородином.
- Павел (ок. 1789—1805)[12]
- Степан (ум.1844), действительный статский советник, был женат первым браком на Александре Петровне Ладыженской (1800—1831), падчерице С. А. Мальцова; вторым — на Елизавете Петровне Масловой. Дочь от первого брака, Елизавета (ум. 1889), замужем за Ильёй Дмитриевичем Мухановым (1815—1893)[13].

### Комментарии
1. ↑  В «Русских портретах» даты жизни:1757—1856
2. ↑  М.А. Волкова вспоминала:«Софи ничего не чувствует: пока другие плачут, она позвала к себе парикмахера, бежавшего из Москвы как и мы, велела обрезать себе волосы и завивается. Мне кажется, что она кончит тем, что сойдёт с ума, как её старшая сестра[5].»